# Echinacanthus brugmansianus
Echinacanthus brugmansianus är en akantusväxtart som beskrevs av Christian Gottfried Daniel Nees von Esenbeck. Echinacanthus brugmansianus ingår i släktet Echinacanthus och familjen akantusväxter. Inga underarter finns listade i Catalogue of Life.